# Robert Donner
Robert Donner (New York, 27 april 1931 - Los Angeles, 8 juni 2006) was een Amerikaans acteur.
Hij speelde meer dan veertig jaar lang in vele televisieseries en films maar bereikte nooit de status van 'ster'.
Donner kwam in het acteervak dankzij zijn buurman in Los Angeles die hem daartoe overreedde. Deze buurman was de later zeer bekend geworden acteur en filmregisseur Clint Eastwood.
Zijn eerste rol vervulde hij in Rio Bravo, een western uit 1959 met in de hoofdrol John Wayne.
Donner trad verder op in talloze langlopende televisieseries zoals Rawhide, Bonanza, Adam-12, Mork and Mindy (als het veelvuldig optredende personage Exidor), Falcon Crest en MacGyver.
Bekende films waarin hij meespeelde waren Cool Hand Luke (1967), The Man Who Loved Cat Dancing (1973) en Under the Rainbow (1981). Zijn laatste filmische bijdrage was in Hoot uit 2006.
- Gemeinsame Normdatei: 1062112768
- International Standard Name Identifier: 0000 0000 5216 2969
- Library of Congress Control Number: no99089594
- SNAC: w62n5mmd
- Virtual International Authority File: 4571522
- WorldCat: E39PBJgd8wR7cyBjMBfjkP3fbd